# 나카지마 공원역
나카지마 공원역(일본어: 中島公園駅, なかじまこうえんえき)은 일본 홋카이도 삿포로시 주오구에 위치한 삿포로 시영 지하철의 역이다.

## 역 구조
지하 2층에 2면 2선의 상대식 승강장이 있다. 지하 1층은 1,2번 출입구를 가진 북측과 3번 출입구의 남쪽으로 나뉘어 각각 대합실・자동 매표기・자동 개찰기・자동 정산기가 있다. 화장실은 출입구 북쪽이 개찰구 안쪽(장애인 대응 화장실은 개찰구 외)에 있고 출입구 남쪽은 개찰구 바깥에 있다.
2007년 4월에 엘리베이터가 완성되고 그에 따라서 개찰구가 2곳이 증설되었다. 다만, 그 2곳의 개찰구는 서로 연결되지 않기 때문에 엘리베이터만 사용한 승강장 사이로의 이동은 불가능하다. 또한, 지하 1층에 장애인 대응 화장실도 설치되어 있다. 지상의 엘리베이터는 1번 출입구 옆에 있다.
2009년 3월, 나카지마 공원 방면에 새로운 출입구로 3번 출입구가 공용 개시되었다.

### 타는 곳
| 1 | 난보쿠 선 | 히라기시・마코마나이 방면   |
| 2 | 난보쿠 선 | 오도리・삿포로・아사부 방면 |

## 이용 현황
삿포로 시 교통국의 조사에 따르면 2015년도 1일 평균 승차 인원은 9,315명이다.
최근 1일 평균 승차 인원의 추이는 다음과 같다.
| 연도 | 1일 평균 승차 인원 |
| ---- | ------------------ |
| 2008 | 9,233              |
| 2009 | 8,934              |
| 2010 | 8,764              |
| 2011 | 8,853              |
| 2012 | 9,145              |
| 2013 | 9,322              |
| 2014 | 9,277              |
| 2015 | 9,315              |

## 역 주변
본 역은 삿포로 역 앞 거리와 막다른 곳에 있는 나카지마 공원의 지하에 있다. 본 역이 공원의 북쪽 입구, 호로히라바시 역이 공원의 남쪽 입구이다. 삿포로 역 앞 거리와 직교하고 기쿠스이아사히야마 공원 거리가 달린다. 역의 남쪽은 나카지마 공원, 북쪽은 상가 및 업무가이다. 본 역에서 삿포로 역까지는 삿포로 파크 호텔로 대표되듯이, 비즈니스 호텔이나 시티 호텔 등의 숙박 시설이 많다.
- 주오 구 호스이 도시 센터
- 미나미 경찰서 미나미9조 파출소・나카지마 파출소
- 삿포로 미나미8조 우체국
- 나카지마 공원
  - 삿포로 파크 호텔
- 기린 맥주
- Zepp Sapporo
- 세이코 마트 본사

## 역사
- 1971년 12월 16일: 기타24조 ~ 마코마나이 역간 개통에 따라 영업 개시.
- 2009년 3월 31일: 남쪽 개찰구와 3번 출입구의 공용 개시.
- 2012년 11월 6일: 스크린도어 사용 개시[1].

## 사진

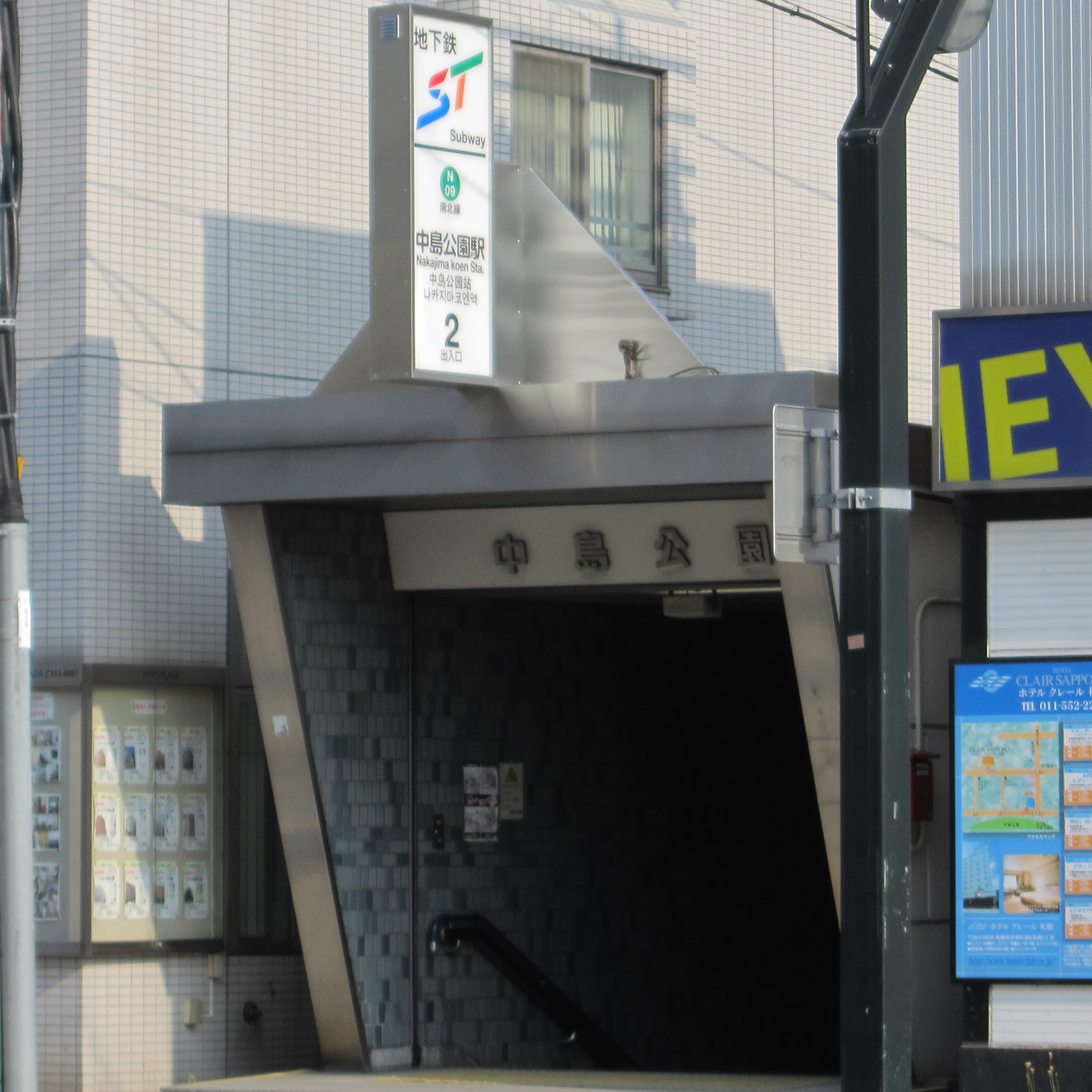
2번 출입구
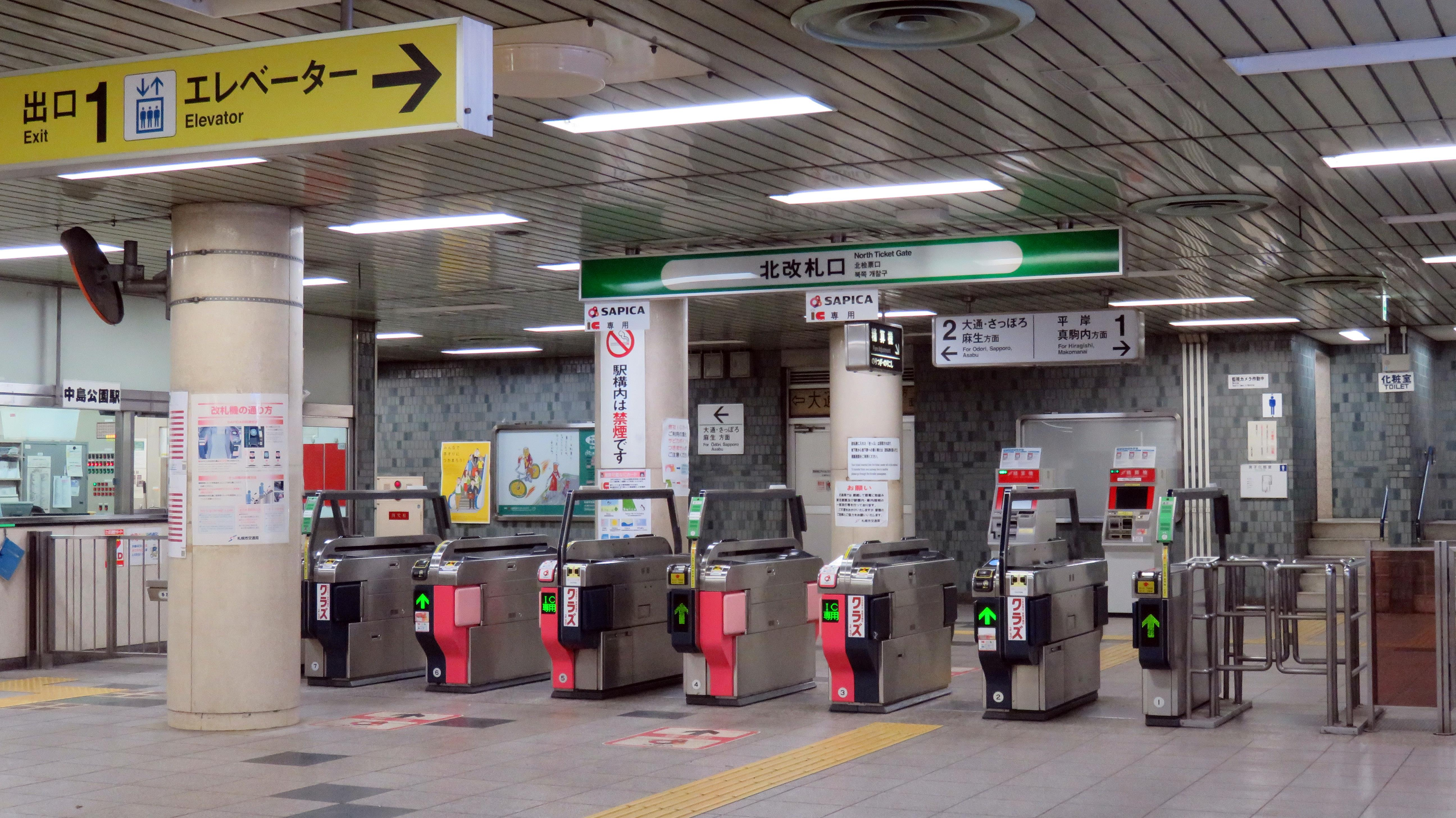
북쪽 개찰구
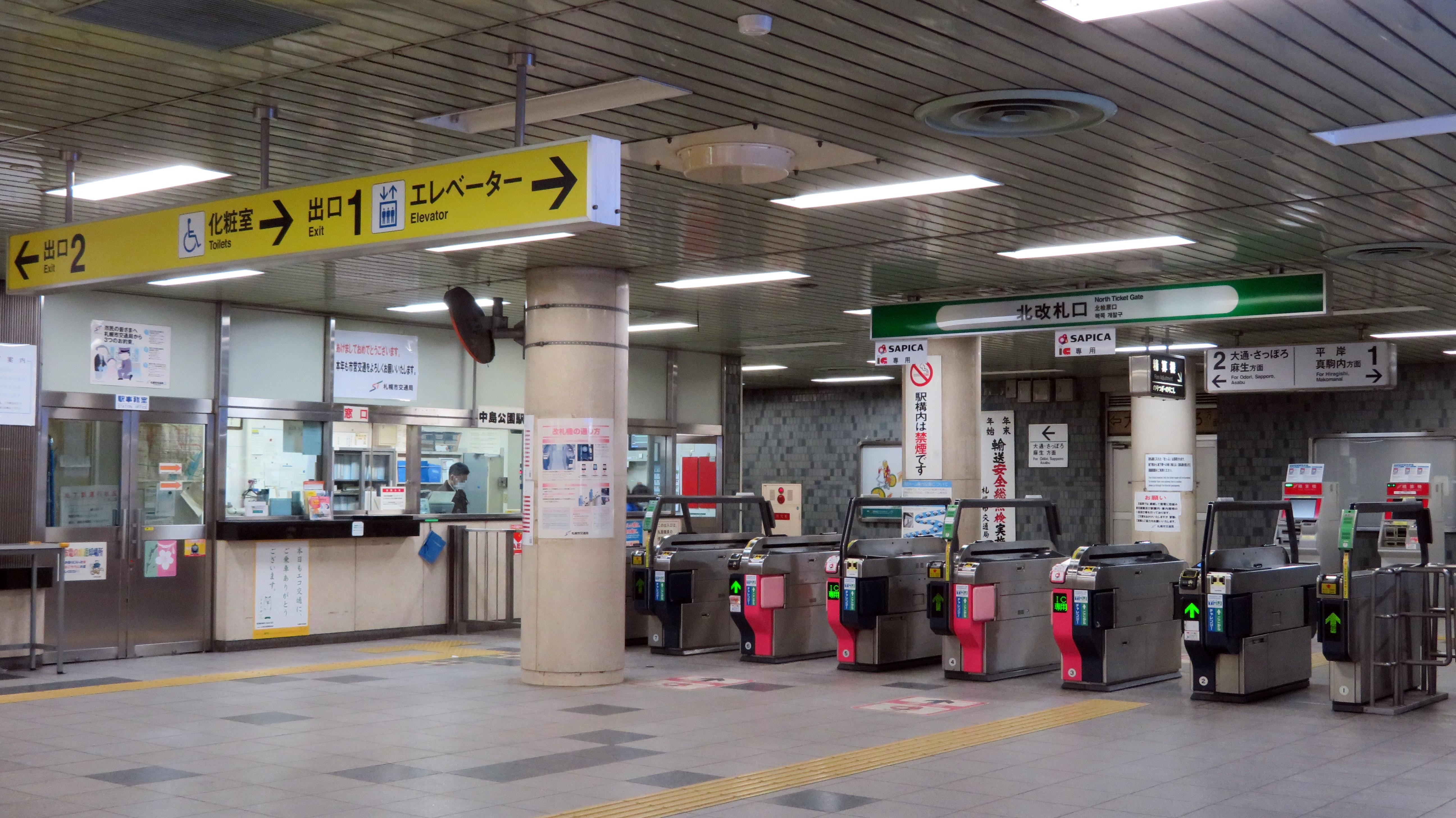
남쪽 개찰구
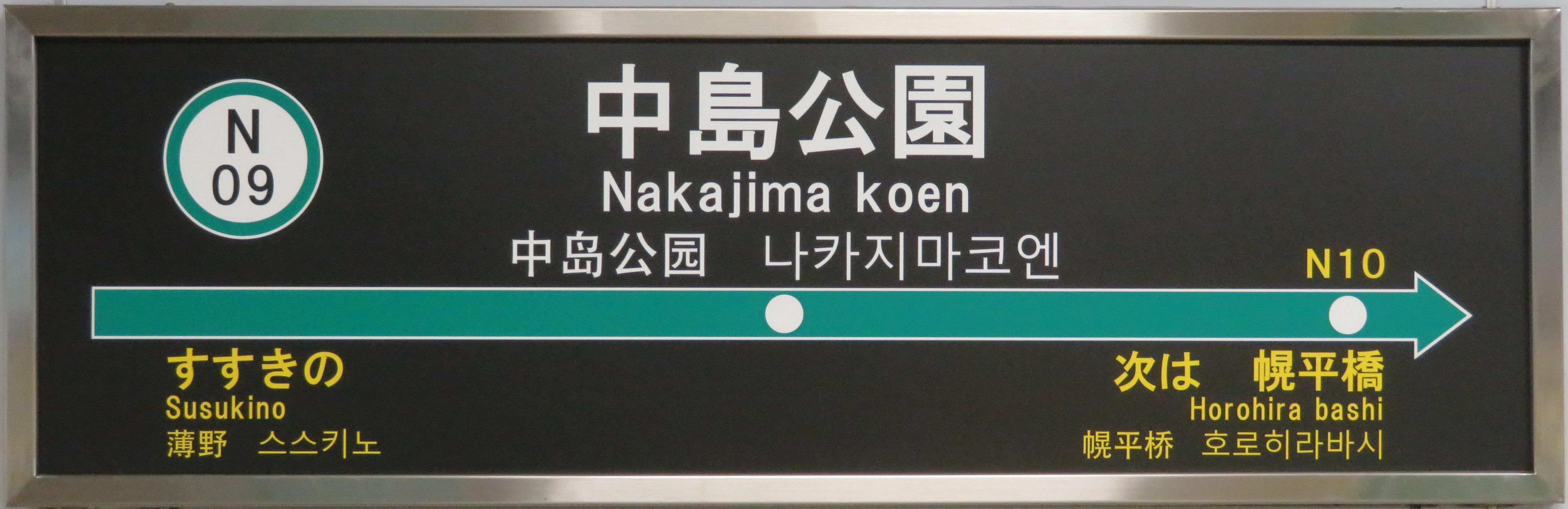
역명판

## 그 외
역 스탬프는 나카지마 공원역의 이니셜 N중에 도요히라관이 그려지고 있다.

## 인접역
| 삿포로 시 교통국 지하철 난보쿠 선 | 삿포로 시 교통국 지하철 난보쿠 선 | 삿포로 시 교통국 지하철 난보쿠 선 |
| --------------------------------- | --------------------------------- | --------------------------------- |
| N08 스스키노 아사부 방면          | ● 난보쿠 선                       | N10 호로히라바시 마코마나이 방면  |